# Fraissines
Fraissines (okzitanisch Fraissinhas) ist eine französische Gemeinde mit 91 Einwohnern (Stand: 1. Januar 2022) im Département Tarn in der Region Okzitanien (vor 2016 Midi-Pyrénées). Sie gehört zum Arrondissement Albi und zum Kanton Carmaux-1 Le Ségala. 

## Geografie
Fraissines liegt etwa 32 Kilometer ostnordöstlich von Albi. Der Tarn begrenzt die Gemeinde im Süden und Osten. Umgeben wird Fraissines von den Nachbargemeinden Réquista im Norden und Nordosten, Brasc im Osten, La Bastide-Solages im Süden und Südosten, Trébas im Westen und Südwesten sowie Cadix im Westen.

## Bevölkerungsentwicklung
| 1962                       | 1968 | 1975 | 1982 | 1990 | 1999 | 2006 | 2018 |
| -------------------------- | ---- | ---- | ---- | ---- | ---- | ---- | ---- |
| 143                        | 104  | 90   | 82   | 92   | 97   | 94   | 93   |
| Quellen: Cassini und INSEE |      |      |      |      |      |      |      |

## Sehenswürdigkeiten
- Kirche Saint-Jacques